# アナカプリ
アナカプリ（イタリア語: Anacapri）は、イタリア共和国カンパニア州ナポリ県にある、人口約7,000人の基礎自治体（コムーネ）。カプリ島の西部を占めるコムーネである。

## 地理

### 位置・広がり
ナポリ県の南部、ナポリ湾に位置する観光地として知られる島・カプリ島の西部を占めるコムーネである。東にカプリと隣接する。県都ナポリから南へ34kmの距離にある。

## 名所
- Villa Damecuta
- Villa San Michele